# Elisabeth Lenhardt
Elisabeth Lenhardt (* 27. August 1909 in Zürich-Wiedikon; † 9. August 1974 in Horgen) war eine Schweizer Lehrerin und Autorin von Kinderbüchern.

## Leben
Elisabeth Lenhardt war von 1934 bis 1973 gewählte Lehrerin in Horgen-Arn. Zum Schreiben kam sie durch ihren Lehrerinnenberuf, da sie Abwechselung in den Lesestoff ihrer Schüler bringen wollte. Sie war Autorin von dreizehn Heften, die beim Schweizerischen Jugendschriftenwerk herausgegeben wurden (SJW-Hefte), vier Bilderbüchern, acht längeren Erzählungen und neun Lesefibeln. Der nach Horgen gezogene Maler Reinhold Kündig illustrierte einige der Bücher. 1973 erhielt sie den ersten Kulturpreis der Gemeinde.

## Werke (Auswahl)
- Fritzli und sein Hund. Schweizerfibel, Ausgabe A. Herausgeber Schweizerischer Lehrerinnenverein, 1952, 2. Auflage,
- Liseli und seine Hunde. Zeichnungen Reinhold Kündig. Schweizerisches Jugendschriftenwerk, Zürich o. J.
- Killy. Zeichnungen Reinhold Kündig. Schweizerisches Jugendschriftenwerk, Zürich 1956.
- Sankt Nikolaus und die Weihnachtsgeschichte. Erzählt in Worten von Elisabeth Lenhardt. In Bildern von Reinhold Kündig. Hrsg. von Johannes Kunz. Buchclub Ex Libris, Zürich 1960.
- Der Ballon und seine Botschaft. Zeichnungen Reinhold Kündig. Schweizerisches Jugendschriftenwerk,  Zürich 1962.
- Gritschumbo, der klügste Elefant der Welt : Ein fröhliches Bilderbuch von einem Lausbub, der im Zirkus das Zähneputzen erlernte. Erzählung. Bilder: Emil O. Kern. Ra-Verlag, Rapperswil 1961.
- Das Eselein Bim. Zeichnungen: Reinhold Kündig. Schweizerisches Jugendschriftenwerk, Zürich 1963.
- Albert Schweitzer. EVZ-Verlag, Zürich 1965.
- Bleib immer rund! : Blüh Stund um Stund. Zeichnungen Sita Jucker. Schweizerisches Jugendschriftenwerk,  Zürich 1969.
- Ferien ohne Ende. Illustrationen: Fernand Monnier. Blaukreuz-Verlag, Bern 1971.
- Aja. Kranke Knochen, lustige Geschichten und Haferbrei. Illustrationen Fernand Monnier.  Blaukreuz-Verlag, Bern 1973.